# 三遊亭遊馬
三遊亭 遊馬（さんゆうてい ゆうば）は、落語家の名前。
- 三遊亭遊馬 - 二代目三遊亭圓馬門下

三遊亭 遊馬（さんゆうてい ゆうば、1970年10月7日 - ）は、埼玉県桶川市出身の落語家。本名：木村 亮一。

## 芸歴
- 1994年9月 - 三遊亭小遊三に入門、前座名「遊だち」。
- 1998年9月 - 二ツ目昇進、「遊馬」に改名。
- 2008年5月 - 真打昇進。

## 人物
駒澤大学仏教学部禅学科卒。
落語界きっての声の大きさが特徴（アピールポイント）である。
2008年5月11日放送の笑点に六代目古今亭今輔や日向ひまわりとともに、落語芸術協会真打昇進披露口上のために出演した際、師匠に名前を忘れられていた（同じく出演した六代目今輔も師匠の古今亭寿輔に名前を忘れられた。なお、司会の春風亭昇太も、「誰だっけ?」と師匠の三遊亭小遊三の名前を忘れており、それを承けてであった）。

### 笑点Jr.メンバーとして
笑点の演芸コーナーで若手大喜利が行われた時代から出演しているメンバーである。当初は5代目春風亭柳好の席である5番席に座ることが多かった。
2006年1月7日以降は、5番目の席に座ることがなかったが、現番組移行後の2008年7月20日の放送で約3年振りに5番席に座った。
2週のみの出演が多く、「BS笑点」時代には準レギュラーながら4週連続で出演したことがある。
笑点Jr.が2011年3月13日をもって放送終了となったため、出演権を剥奪された2011年1月9日放送分が最後の出演となった。

## 受賞歴
- 2005年 - 第15回北とぴあ若手落語家競演会 大賞
- 2006年 - 第3回車力寄席グランドチャンピオン大会 優勝
- 2006年 - NHK新人演芸大賞落語部門 本選出場
- 2011年 - 2010年度国立演芸場 花形演芸大賞 銀賞
- 2014年 - 第69回文化庁芸術祭 大賞

## 出演番組
- BS笑点（BS日テレ）→笑点Jr.（日テレプラス）- 大喜利に不定期出演。
- キッズビーンズ（BS日テレ）- ヨスケ役で木曜日のみ出演。
- もっと!もっと!Oha!4 JD隊（日テレプラス）- ナレーター。
- 落語者 - テレビ朝日
  - 2011年8月12日放送分 - 牛ほめ
  - 2011年8月19日放送分 - 蛙茶番
- 演芸図鑑 - NHK総合
  - 桂文珍の演芸図鑑（2017年7月23日）- 佐野山
  - 林家正蔵の演芸図鑑（2019年11月3日）- 酢豆腐
  - 立川志らくの演芸図鑑（2022年10月30日）- かぼちゃや
  - 桂文珍の演芸図鑑（2023年8月6日）- 粗忽の使者
  - 桂文枝の演芸図鑑（2024年5月26日）- 味噌󠄀蔵
- 日本の話芸 - Eテレ
  - 2024年5月26日[1] - 蒟蒻問答